# Mini UAV Baykar Bayraktar
Le Bayraktar Mini UAV est un drone miniature produit par la société turque Baykar,.

## Développement
Avec le concept d'applications de reconnaissance et de surveillance aériennes de jour et de nuit à courte portée, les activités de conception du système ont commencé en 2004. Le prototype initial Bayraktar A a été développé en 2005, et après des démonstrations de vol autonomes réussies, Baykar a obtenu un contrat pour démarrer la production en série. Le premier lot de la commande des forces armées turques était composé de 19 drones et ont été principalement déployés dans le sud-est de la Turquie pour être utilisés dans des opérations de lutte contre le terrorisme. Après des centaines d'heures d'essais en vol et de commentaires, le système a été soumis à des modifications majeures et des versions supérieures ont commencé à être développées. En conséquence, Bayraktar B Mini UAV Systems a été mis en service et est devenu opérationnel en décembre 2007 pour être initialement exploité par les forces armées turques,. En raison de son succès dans la région, le système a également été récompensé par un contrat d'exportation avec les forces armées du Qatar en 2012,. Les développements sur l'avion se poursuivent. Selon la société, la version la plus récente de la version Bayraktar MINI UAV D a une portée de communication 2 fois supérieure et une altitude maximale 3 fois supérieure à celle de ses prédécesseurs,.

## Aperçu

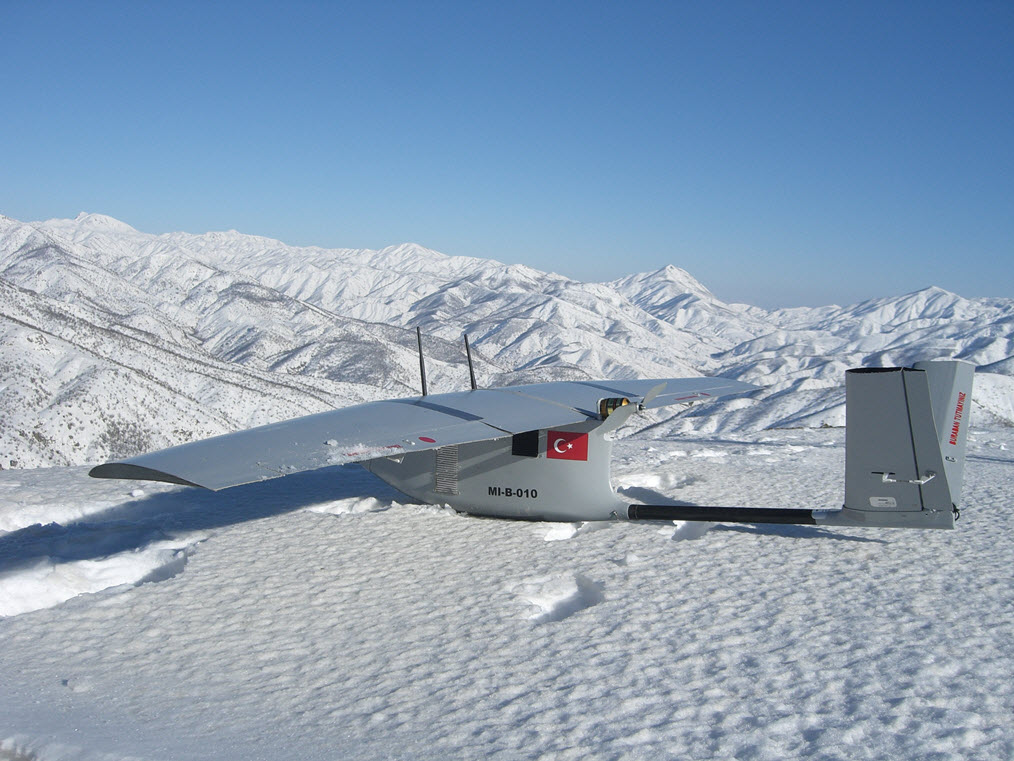
Mini UAV Bayraktar

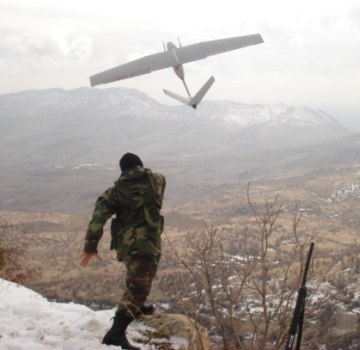
Bayraktar est lancé par un soldat

Bayraktar-B est un système UAV portable lancé à la main, conçu pour fonctionner dans des conditions géographiques et météorologiques difficiles. Bayraktar-B est aligné avec de petites unités de l'armée et, en 2021, a enregistré plus de 100 000 heures de vol. Le système offre une autonomie complète avec des fonctions de protection d'un haut niveau de fiabilité et de facilité pour les opérateurs, ce qui en fait un atout technologique précieux[réf. nécessaire].
Les principales caractéristiques sont :
- Navigation automatique des waypoints
- Communication numérique sécurisée
- Retour à la maison et atterrissage automatique en parachute en cas de perte de communication
- Système intelligent de gestion de la batterie
- Commande/contrôle et surveillance à distance (relais WAN)
- Commutation de commande au sol
- Décollage automatique
- Croisière automatique
- Atterrissage automatique sur le ventre/déploiement du parachute
- Commande semi-automatique assistée par joystick
- Contrôle automatique du décrochage en cas de dysfonctionnement du moteur électrique
- Contrôle automatique de la rotation en cas de conditions de vent très dures
- Intégration de Google Earth en temps réel (affichage des données de télémétrie, des itinéraires, etc. en temps réel)
- Affichage vidéo à l'écran
- Estimation des coordonnées cibles avec une précision de 10 mètres
- Système d'antenne de suivi automatique
- Amélioration de la connaissance de la situation grâce au Tau Core de FLIR[11]

## Historique opérationnel
Bayraktar Mini UAS est opérationnel depuis 2007.

## Les opérateurs

### Opérateurs confirmés de Bayraktar Mini UAV
- Turquie [2007][13]
  - Forces armées turques[1]
- Qatar [2012][13]
  - Forces armées qatariennes[13]
- Libye [2020][13]
  - Forces armées libyenne
- Ukraine [2022][13]
  - Armée de terre ukrainienne[13]

## Caractéristiques

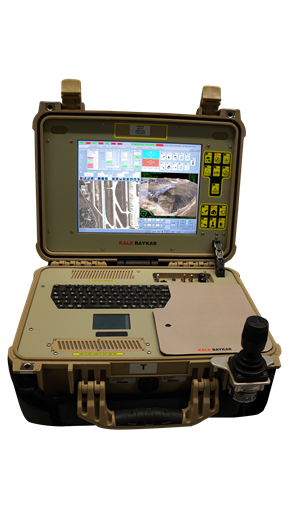
Terminal de vol portable

| Spécification             | Bayraktar A                     | Bayraktar B                                               | Remarques                           |
| ------------------------- | ------------------------------- | --------------------------------------------------------- | ----------------------------------- |
| Longueur                  | 1.2 m                           | 1.2 m                                                     |                                     |
| Envergure d'aile          | 1.6 m                           | 1.9 m, facultatif 2.5 m                                   |                                     |
| Lester                    | 3.5 kg                          | 4.5 kg                                                    |                                     |
| Source d'énergie          | Pile électrique                 | Pile électrique                                           |                                     |
| Décollage                 | Lancement à la main             | Lancement à la main                                       |                                     |
| Atterrissage              | Atterrissage sur le ventre      | Atterrissage sur le ventre / Atterrissage en parachute    |                                     |
| Portée des communications | 10 kilomètres                   | 15 kilomètres avec système d'antenne à suivi automatique  |                                     |
| Endurance                 | > 60 minutes                    | > 60 minutes (avec 1000 mètres d'altitude opérationnelle) |                                     |
| Altitude opérationnelle   | 300 m                           | 910 m                                                     |                                     |
| Altitude maximale         | 3 700 m                         | 3 700 m                                                   |                                     |
| Vitesse de croisière      | 70 km/h                         | 55 km/h                                                   |                                     |
| Charge utile 1            | Caméra CCD (montage fixe)       | Caméra CCD (mouvement de l'axe d'inclinaison)             | Caméra CCD (mouvement 2 axes)       |
| Charge utile 2            | Caméra thermique (montage fixe) | Caméra thermique (mouvement de l'axe d'inclinaison)       | Caméra thermique (mouvement 2 axes) |
| Structure                 | Matériau composite              | Matériau composite                                        |                                     |
| Équipe d'exploitation     | 2                               | 2                                                         |                                     |